# São José Futsal
O São José Futsal foi fundado em 2006 com o intuito de manter o futsal que estava sendo extinto na cidade de São José dos Campos. Com apoio de Prefeitura de São José dos Campos, o clube do São José Futsal se desenvolveu a ponto que outras instituições do meio de baseiam no modelo de gestão da equipe para seu próprio desenvolvimento. Com pouco tempo de história a equipe ganhou títulos em todos os anos de atuação, algo essencial para a continuidade do esporte.

## História
O São José Futsal teve um início sem muitas pretensões. Porém, no ano de 2007, conquistou todos os campeonatos que disputou de forma invicta. Dessa forma firmou-se como uma das principais equipes paulistas em atuação e é visto como uma das equipes com mais potencial em âmbito Nacional. Sob o comando do presidente Roberto Rocha Brandão, o Montanha, o clube chega a 10 anos de história em Junho de 2016 com um constante crescimento a cada ano que passa.
A equipe adulta do São José Futsal e Esportes Olímpicos tem por objetivo geral o reconhecimento nacional de sua equipe por meio de vitórias e boas campanhas em campeonatos regionais e nacionais, sempre mantendo sua maneira de gerir o clube com excelência. Para esse fim os atletas são submetidos a treinamentos específicos e constantes ao longo da temporada, feitos por profissionais especializados em suas áreas de atuação.
Atualmente o time disputa os principais torneios profissionais de sua categoria e, ainda, disputa em definitivo a Liga Nacional da Futsal ao adquirir a vaga vitalícia da competição, depois de alugar a mesma por 3 anos consecutivos (2011, 2012 e 2013). O time também disputa a Liga Paulista, um dos principais torneios regionais do Brasil, além de Copa Paulista, Jogos Abertos, Jogos Regionais, e Taça Vanguarda.

## Títulos
- Bicampeão Troféu Cidade de São Paulo (07,09)
- Tricampeão Metropolitano (07,08,09)
- Tricampeão Jogos Abertos Brasileiros (07,11,12)
- Hexacampeão Copa TV Vanguarda  (06,07,11,12, 13, 14)
- Hexacampeão Jogos Regionais (07,08,09,10,11, 12)
- Hexacampeão Jogos Abertos do Interior (07,08,09,10,12,14)
- Bicampeão Paulista (07,08)
- Campeão da Copa Paulista (2016)